# Marco Firenze
Marco Firenze (Genova, 26 giugno 1993) è un calciatore italiano, centrocampista o ala dell' Union Clodiense CS.

## Caratteristiche tecniche
È un centrocampista abile tatticamente e dotato tecnicamente, viene utilizzato prevalentemente come mezzala o come trequartista, ma può essere schierato all'occorrenza anche in attacco come seconda punta o da esterno offensivo. Possiede inoltre un buon tiro dalla distanza. Si dimostra essere soprattutto un abile assist-man.

## Carriera

### Inizi e Pistoiese
Nato a Genova ma originario di Sestri Levante nel 1993, ha iniziato nel Chiavari Caperana, rimanendovi fino all'estate 2011, quando è passato nella squadra Primavera del Parma. È rimasto con la maglia dei crociati per mezza stagione, passando in prestito alla Pistoiese, in Serie D, a gennaio. In arancione ha giocato 16 gare, segnando 4 gol, terminando 7º nel girone D.

### Pontedera, Giacomense e Tuttocuoio
Si è trasferito per la prima volta tra i professionisti nell'estate 2012, in prestito al Pontedera in Lega Pro Seconda Divisione. Ha esordito il 2 settembre, entrando all' 84' della sconfitta interna per 1-0 contro il Chieti alla 1ª di campionato. Dopo 4 presenze, a gennaio è passato a titolo definitivo alla Giacomense, sempre in Seconda Divisione, dove ha chiuso 11º nel girone A, senza giocare nessuna gara. Nel luglio successivo ha firmato per il Tuttocuoio, in Lega Pro Seconda Divisione, debuttando il 1º settembre 2013, titolare nella gara persa per 2-1 sul campo del Cosenza alla 1ª di campionato. Dopo soli 3 mesi con 4 apparizioni in campo ha rescisso il contratto con i neroverdi.

### Sestri Levante
Dopo essere rimasto senza squadra per diversi mesi, nell'estate 2014 è sceso di nuovo tra i dilettanti, tornando nella sua regione, accordandosi con il Sestri Levante, in Serie D. Ha esordito il 7 settembre, alla 1ª di campionato, in trasferta contro il Borgosesia, giocando titolare e realizzando al 40' la rete del 2-0 nella vittoria per 3-0. Con 31 presenze e 12 gol è stato protagonista di una stagione conclusa con il 2º posto dietro al Cuneo nel girone A e con la vittoria dei play-off nazionali in finale contro il Monopoli a Foligno per 1-0 con un suo gol.

### Il passaggio al Crotone e gli anni in prestito
Nel luglio 2015 ha fatto un doppio salto, venendo acquistato dal Crotone in Serie B. Ha debuttato tra i cadetti il 7 settembre, alla 1ª di campionato, schierato titolare nella trasferta sul campo del Cagliari, finita con una sconfitta per 4-0. Dopo una sola altra gara giocata, a gennaio è andato in prestito al Catanzaro, in Lega Pro, con cui ha esordito il 17 gennaio 2016, in campo dal 1' nel 2-2 esterno contro la Casertana alla 18ª di campionato. Ha chiuso la mezza stagione in giallorosso giocando 12 volte e finendo 11º nel girone C.
È andato di nuovo in prestito in Lega Pro nell'estate 2016, alla Siena, debuttando il 31 luglio in Coppa Italia, nella gara del 1º turno in casa contro il Messina persa per 3-0, giocando titolare. Ha fatto il suo esordio in campionato invece il 25 settembre, alla 6ª giornata, giocando dal 1' nel successo esterno per 2-1 contro il Prato. Ha segnato il suo primo gol in bianconero il 9 ottobre, all'8ª di Lega Pro, realizzando il 3-0 al 68' nel successo per 4-0 sul campo del Racing Roma. Ha terminato l'esperienza toscana dopo mezza stagione con 14 presenze e 3 reti. A gennaio si è trasferito alla Paganese, sempre in prestito in Lega Pro, facendo il suo esordio il 28 gennaio 2017, titolare nell'1-1 interno con la Fidelis Andria della 23ª di campionato. Ha realizzato la sua prima rete la gara successiva, il 4 febbraio, segnando il momentaneo 1-1 al 27' nella gara persa in casa per 2-1 contro il Catanzaro, sua ex squadra. Ha chiuso il campionato con 15 gare giocate e 9 reti con gli azzurrostellati, terminando 8º nel girone C, uscendo al 1º turno dei play-off con il Cosenza.
È tornato in Serie B nel luglio 2017, passando in prestito alla Pro Vercelli, con la quale ha esordito il 5 agosto, nel 2º turno di Coppa Italia in casa contro il Lecce, giocando dal 1' nella gara persa per 2-1, nella quale ha segnato il gol del definitivo 2-1 al 61'. La prima in campionato l'ha giocata invece il 26 agosto, alla 1ª giornata, partendo titolare e venendo sconfitto per 2-0 in casa dal Frosinone. Ha terminato l'esperienza in Piemonte dopo mezza stagione con 18 presenze e 6 gol. A gennaio ha firmato con il Venezia, sempre in Serie B, ancora una volta in prestito, debuttando il 20 gennaio 2018, entrando nella ripresa della gara in trasferta contro la Salernitana, 22ª di campionato, realizzando anche una rete, quella del momentaneo 3-1 al 48' nella sconfitta per 3-2. Ha chiuso con i lagunari con 7 gare giocate e 2 reti, chiudendo 5º in classifica e uscendo in semifinale play-off per mano del Palermo.

### Ritorno al Crotone, Salernitana, ritorno al Venezia, Novara e Padova
Dopo 5 prestiti, nell'estate 2018 è ritornato al Crotone, appena retrocesso dalla Serie A, rimanendo in rosa e facendo il suo secondo esordio il 5 agosto, titolare nel 2º turno di Coppa Italia in casa contro la Giana Erminio, sfida vinta per 4-0 nella quale ha anche realizzato una rete, quella del definitivo 4-0 all'87'. La prima in campionato l'ha giocata invece il 26 agosto, alla 1ª giornata, partendo dal 1' nella sconfitta per 3-0 in trasferta contro il Cittadella. Con i pitagorici mette insieme 32 presenze e 5 gol in tutto.
Il 12 luglio 2019 viene acquistato a titolo definitivo dalla Salernitana, firmando un contratto triennale con opzione. Il 31 agosto successivo, segna la sua prima rete in maglia granata, decisiva nella vittoria per 1-0 in trasferta contro il Cosenza.
Dopo 9 presenze e 1 gol, il 31 gennaio 2020 fa ritorno dopo un anno e mezzo al Venezia in prestito con diritto di riscatto. Il 26 giugno successivo, segna con un bellissimo calcio piazzato la rete decisiva, nella partita vinta in casa per 2-1 dai lagunari contro l'Ascoli.
Il 4 ottobre 2020 viene ceduto in prestito al Novara. All'esordio in campionato segna il gol vittoria nel derby contro l'Alessandria, vinta dagli azzurri per 2-1.
Quella con l'Alessandria è stata la sua unica rete con gli azzurri perché il 28 gennaio 2021 viene ceduto in prestito al Padova.
A fine prestito fa nuovamente ritorno alla Salernitana, salvo poi rescindere il proprio contratto con il club campano in data 27 agosto 2021.

### Ritorno alla Paganese e al Sestri Levante, Sangiuliano City e Messina
Rimasto svincolato, il 13 settembre 2021 torna alla Paganese con cui firma un contratto annuale.
Dopo 31 presenze e 6 gol in Serie C rimane di nuovo svincolato e così l'11 ottobre 2022, dopo 7 anni, fa ritorno al Sestri Levante in Serie D. Cinque giorni dopo debutta da titolare nella vittoria interna contro il Fossano; a causa di un infortunio colleziona solo 7 presenze tra campionato e Coppa Italia. 
L'11 gennaio 2023 firma un contratto di sei mesi con il Sangiuliano City, in Serie C. Alla fine dell'esperienza col Sangiuliano firma con il Messina.

### Potenza e Clodiense
Il 7 agosto 2024 firma un annuale con il Potenza. Nel mercato di gennaio passa all’Union Clodiense, squadra veneta neopromossa in Serie C, e a fine stagione retrocede in Serie D.

## Statistiche

### Presenze e reti nei club
Statistiche aggiornate al 26 aprile 2025.
| Stagione              | Squadra               | Campionato            | Campionato | Campionato | Coppe nazionali | Coppe nazionali | Coppe nazionali | Coppe continentali | Coppe continentali | Coppe continentali | Altre coppe | Altre coppe | Altre coppe | Totale | Totale | Totale |
| Stagione              | Squadra               | Comp                  | Pres       | Reti       | Comp            | Pres            | Reti            | Comp               | Pres               | Reti               | Comp        | Pres        | Reti        | Pres   | Reti   |        |
| --------------------- | --------------------- | --------------------- | ---------- | ---------- | --------------- | --------------- | --------------- | ------------------ | ------------------ | ------------------ | ----------- | ----------- | ----------- | ------ | ------ | ------ |
| 2011-2012             | Pistoiese             | D                     | 16         | 4          | CI-D            | 0               | 0               | -                  | -                  | -                  | -           | -           | -           | 16     | 4      |        |
| 2012-gen. 2013        | Pontedera             | 2D                    | 4          | 0          | CI-LP           | 0               | 0               | -                  | -                  | -                  | -           | -           | -           | 4      | 0      |        |
| gen.-giu. 2013        | Giacomense            | 2D                    | 0          | 0          | CI-LP           | 0               | 0               | -                  | -                  | -                  | -           | -           | -           | 0      | 0      |        |
| lug.-ott. 2013        | Tuttocuoio            | 2D                    | 4          | 0          | CI-LP           | 0               | 0               | -                  | -                  | -                  | -           | -           | -           | 4      | 0      |        |
| 2014-2015             | Sestri Levante        | D                     | 27+4       | 7+5        | CI-D            | 0               | 0               | -                  | -                  | -                  | -           | -           | -           | 31     | 12     |        |
| 2015-gen. 2016        | Crotone               | B                     | 2          | 0          | CI              | 0               | 0               | -                  | -                  | -                  | -           | -           | -           | 2      | 0      |        |
| gen.-giu. 2016        | Catanzaro             | LP                    | 12         | 0          | CI-LP           | 0               | 0               | -                  | -                  | -                  | -           | -           | -           | 12     | 0      |        |
| 2016-gen. 2017        | Siena                 | LP                    | 11         | 2          | CI+CI-LP        | 1+2             | 0+1             | -                  | -                  | -                  | -           | -           | -           | 14     | 3      |        |
| gen.-giu. 2017        | Paganese              | LP                    | 14+1       | 9+0        | CI-LP           | 0               | 0               | -                  | -                  | -                  | -           | -           | -           | 15     | 9      |        |
| 2017-gen. 2018        | Pro Vercelli          | B                     | 17         | 5          | CI              | 1               | 1               | -                  | -                  | -                  | -           | -           | -           | 18     | 6      |        |
| gen.-giu. 2018        | Venezia               | B                     | 7          | 2          | CI              | 0               | 0               | -                  | -                  | -                  | -           | -           | -           | 7      | 2      |        |
| 2018-2019             | Crotone               | B                     | 29         | 4          | CI              | 3               | 1               | -                  | -                  | -                  | -           | -           | -           | 32     | 5      |        |
| Totale Crotone        | Totale Crotone        | Totale Crotone        | 31         | 4          |                 | 3               | 1               |                    | -                  | -                  |             | -           | -           | 34     | 5      |        |
| 2019-gen. 2020        | Salernitana           | B                     | 9          | 1          | CI              | 2               | 0               | -                  | -                  | -                  | -           | -           | -           | 11     | 1      |        |
| gen.-giu. 2020        | Venezia               | B                     | 11         | 2          | CI              | 0               | 0               | -                  | -                  | -                  | -           | -           | -           | 11     | 2      |        |
| Totale Venezia        | Totale Venezia        | Totale Venezia        | 18         | 4          |                 | 0               | 0               |                    | -                  | -                  |             | -           | -           | 18     | 4      |        |
| 2020-gen. 2021        | Novara                | C                     | 10         | 1          | CI              | 0               | 0               | -                  | -                  | -                  | -           | -           | -           | 10     | 3      |        |
| gen.-giu. 2021        | Padova                | C                     | 15+2       | 3          | CI              | 0               | 0               | -                  | -                  | -                  | -           | -           | -           | 17     | 3      |        |
| set. 2021-2022        | Paganese              | C                     | 31         | 6          | CI-C            | -               | -               | -                  | -                  | -                  | -           | -           | -           | 31     | 6      |        |
| 2022-gen. 2023        | Sestri Levante        | D                     | 6          | 0          | CI-D            | 1               | 0               | -                  | -                  | -                  | -           | -           | -           | 7      | 0      |        |
| Totale Sestri Levante | Totale Sestri Levante | Totale Sestri Levante | 37         | 12         |                 | 1               | 0               |                    | -                  | -                  |             | -           | -           | 38     | 12     |        |
| gen.-giu. 2023        | Sangiuliano City      | C                     | 10         | 1          | CI-C            | -               | -               | -                  | -                  | -                  | -           | -           | -           | 10     | 1      |        |
| 2023-2024             | Messina               | C                     | 24         | 1          | CI-C            | 0               | 0               | -                  | -                  | -                  | -           | -           | -           | 24     | 1      |        |
| 2024-gen. 2025        | Potenza               | C                     | 9          | 0          | CI              | 2               | 0               | -                  | -                  | -                  | -           | -           | -           | 11     | 0      |        |
| gen.-giu. 2025        | Union Clodiense CS    | C                     | 11         | 1          | CI              | 0               | 0               | -                  | -                  | -                  | -           | -           | -           | 11     | 1      |        |
| Totale carriera       | Totale carriera       | Totale carriera       | 281+5      | 54         |                 | 12              | 3               |                    | -                  | -                  |             | -           | -           | 298    | 57     |        |